# Stenelytrana splendens
Stenelytrana splendens là một loài bọ cánh cứng trong họ Cerambycidae.